# Luigi Einaudi
Pour les articles homonymes, voir Einaudi.
Luigi Einaudi, né le 24 mars 1874 à Carru dans la province de Coni (Piémont) et mort le 30 octobre 1961 à Rome, est un universitaire, économiste, journaliste et homme d'État italien, deuxième président de la République, de 1948 à 1955.
Considéré comme l'un des pères fondateurs de la République italienne, Luigi Einaudi est également un grand économiste, de renommée mondiale.
Gouverneur de la Banque d'Italie depuis 1945, il se voit confier la vice-présidence du Conseil des ministres, couplée au ministère du Trésor, devenant l'une des figures du quatrième gouvernement d'Alcide De Gasperi.
En 1948, sa carrière est récompensée par son élection à la présidence de la République, pour un mandat de sept ans, à l'issue duquel il dispose du droit de siéger à vie au Sénat de la République.

## Biographie

### De Carrù aux rédactions

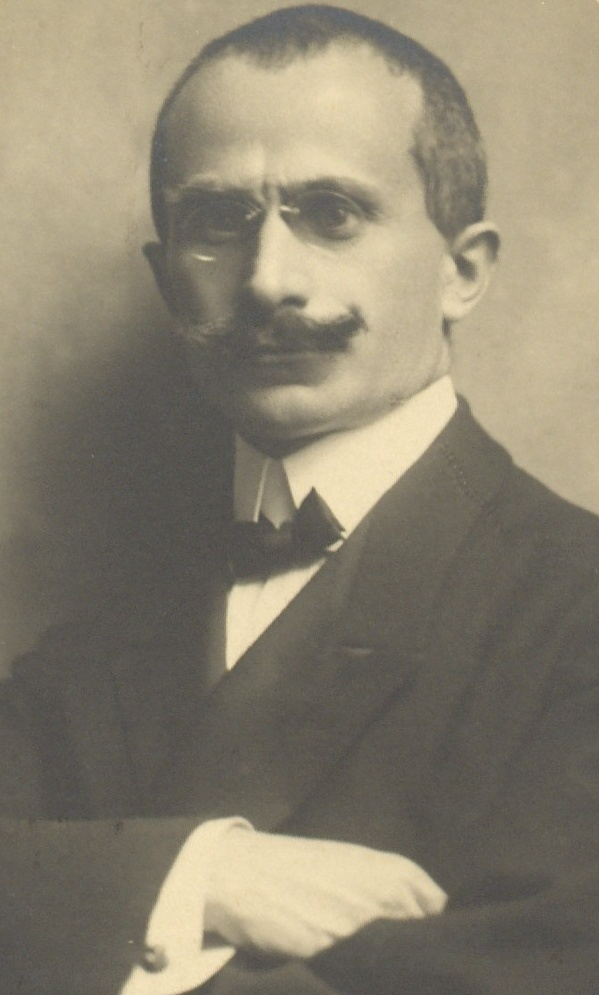
Luigi Einaudi en 1919, photographie de Vittorio Ecclesia.

Né le 24 mars 1874 à Carrù, un petit village du Piémont, Luigi Einaudi est le fils d'un concessionnaire de la collecte des impôts.
Sorti diplômé du Lycée classique Cavour (Liceo Classico Cavour), au sein duquel il obtenait les meilleures notes, il poursuit ses études à l'université de Turin. Durant cette période, Einaudi, proche du mouvement socialiste, rédige quelques chroniques dans la revue Critica Sociale, dirigée par Filippo Turati. Einaudi délaisse, cependant, ses convictions socialistes, et, ayant désormais un positionnement libéral, quitte la Critica. C'est en 1895 qu'il quitte l'université, de laquelle il sort diplômé en droit.
Collaborant pour quelques journaux, comme La Stampa ou le Corriere della Sera, ayant le titre de correspondant de presse pour le magazine britannique The Economist et directeur du magazine La Riforma Sociale, il est cependant contraint de quitter les rédactions en 1926, à la suite de l'avènement, puis de l'emprise du fascisme sur le pays, bien qu'il dirige La Riforma jusqu'en 1935.

### La politique
Le 6 octobre 1919, Luigi Einaudi se voit nommé au Sénat du Royaume par le roi Victor-Emmanuel III, sur proposition du président du Conseil, Francesco Saverio Nitti.
L'avènement de la dictature fasciste, assumée par Benito Mussolini, contraint cependant Einaudi à cesser ses activités politiques, quitter le Parlement et s'exiler en Suisse ; lui-même n'a jamais caché son antifascisme, puisqu'il fut l'un des signataires, en 1925, du Manifeste des intellectuels antifascistes (Manifesto degli intellettuali antifascisti).
Le 31 août 1943, à la suite de la chute du régime fasciste, Einaudi se voit nommer recteur de l'université de Turin ; d'autre part, il écrit de nouveau pour le Corriere, rédigeant quelques chroniques politiques et économiques.
Nommé gouverneur de la Banque d'Italie en janvier 1945, il est désigné, dans le même temps, à faire part de la Consulta Nazionale.
Il 31 mai 1947, Einaudi est nommé vice-président du Conseil des ministres, ministre des Finances et du Trésor dans le quatrième gouvernement d'Alcide De Gasperi. Tout en gardant la vice-présidence du Conseil, le 6 juin 1947 il quitte les deux ministères pour assumer le portefeuille du Budget, étant ainsi le premier assumant une telle charge. Sa politique économique est considérée comme étant à l'origine du Miracle économique italien des années 1950, celle-ci se résumant à la diminution de la fiscalité et des droits des douanes.

#### Président de la République
Le 11 mai 1948, bien qu'on lui ait prêté une certaine sympathie pour la monarchie, Luigi Einaudi est élu président de la République italienne, au quatrième tour de scrutin ; il a recueilli 518 suffrages des 872 grands électeurs convoqués pour le scrutin, bien qu'à l'origine, le président du Conseil, Alcide De Gasperi, ait soutenu la candidature du ministre des Affaires étrangères, Carlo Sforza.
Luigi Einaudi, considéré comme étant l'un des pères de la République italienne, assuma ses fonctions présidentielles avec dignité, si bien que les partis semblaient favorables à sa réélection, lorsque son mandat de sept ans prit fin, en 1955. Mais le président Einaudi s'y étant opposé, celui-ci rendit ses pouvoirs à son successeur, Giovanni Gronchi. En sa qualité d'ancien président de la République, Einaudi eut le privilège de siéger, de droit, au Sénat de la République.

## Autres
Luigi Einaudi est le père de Giulio Einaudi, fondateur des éditions Einaudi et le grand-père du compositeur Ludovico Einaudi.

## Distinctions
- Pour le Mérite